# 裕华园
裕华园（英語：Chinese Garden）是一座位于新加坡裕廊东的中式花园，始建于1971年，建成于1975年，由台湾建筑师虞曰镇设计，占地面积13.5公顷。 园名取自“裕廊”之“裕”与“中华”之“华”。公园建在裕廊湖的一个小岛上，四面环水，通过东边与北边的两座桥与岸上连通。整体建筑风格结合了中国宋朝时期盛行的庭园式特点与北京颐和园的造型。全园景观共有30多处，均是根据中国古代亭台楼阁特点所建，除正门口的裕华园外，还有白虹桥、入云塔、乾坤清气、披云阁、延月楼等诸景。园内还有4个人工建造的岛屿。附近有裕华园地铁站，步行即可到达。此外，裕华园与裕廊湖上另一座日式风格的花园——星和园之间有一座66米长的桥相连接。

## 主要景观

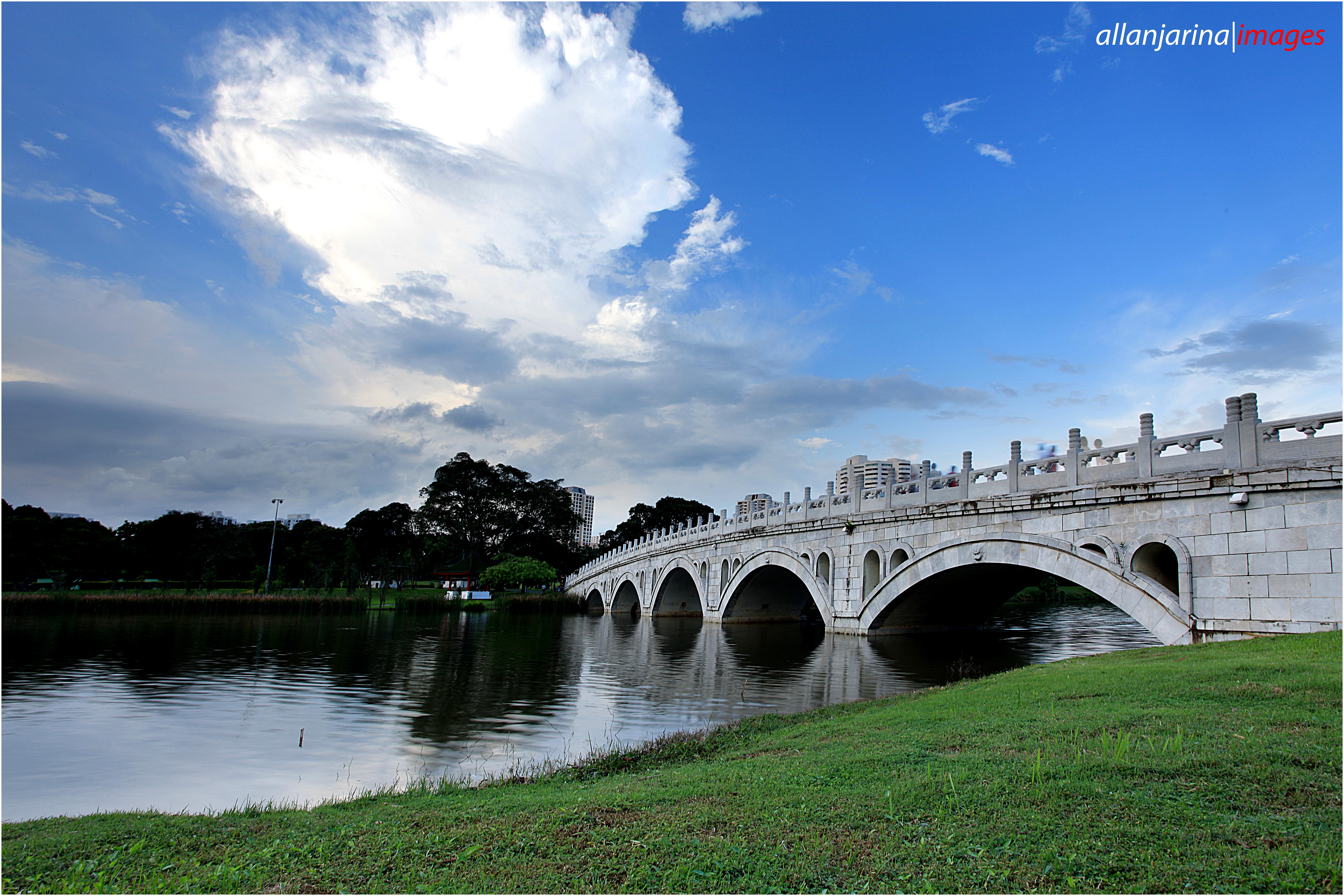
连接裕华园与星和园的双秀桥

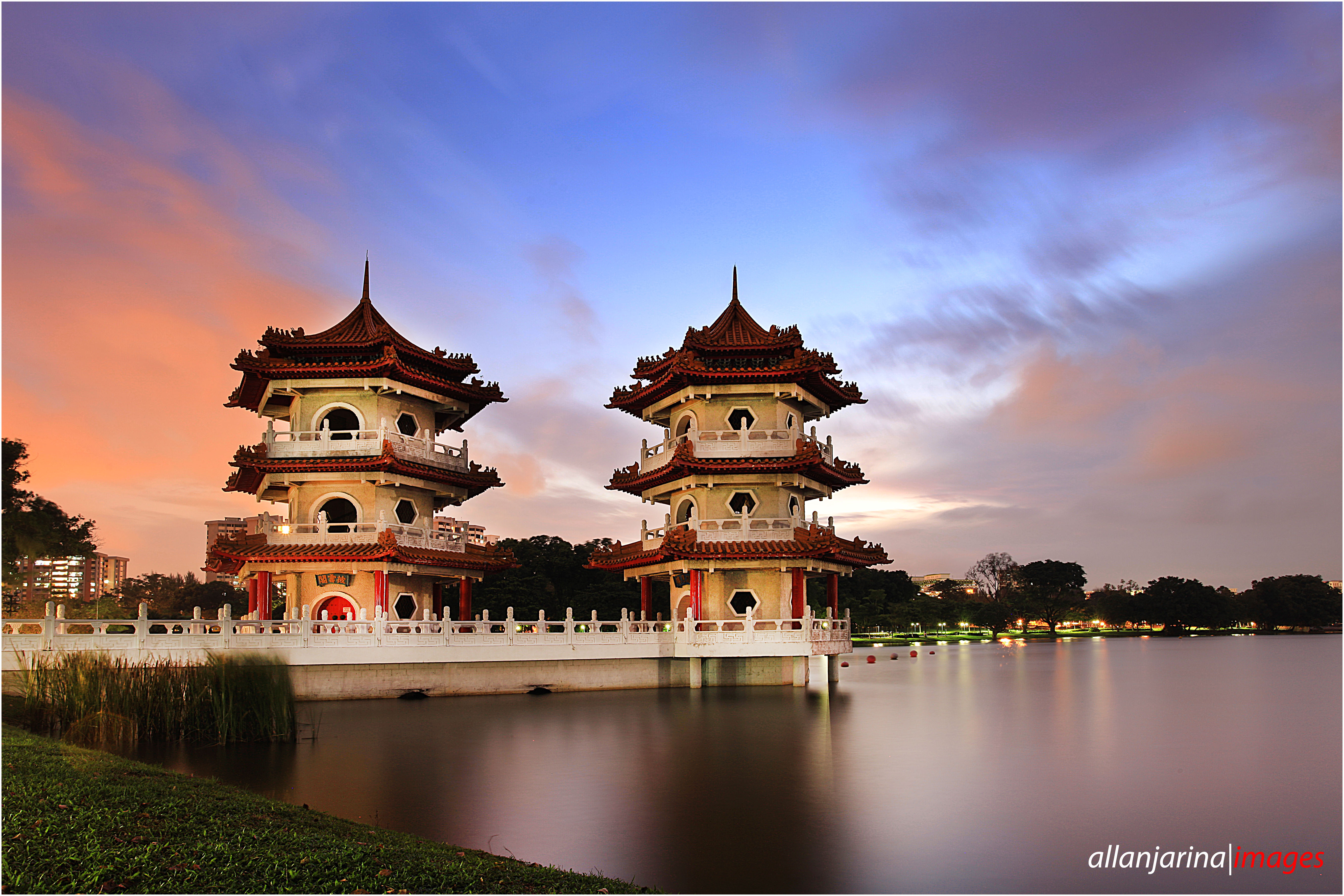
披云阁、延月楼

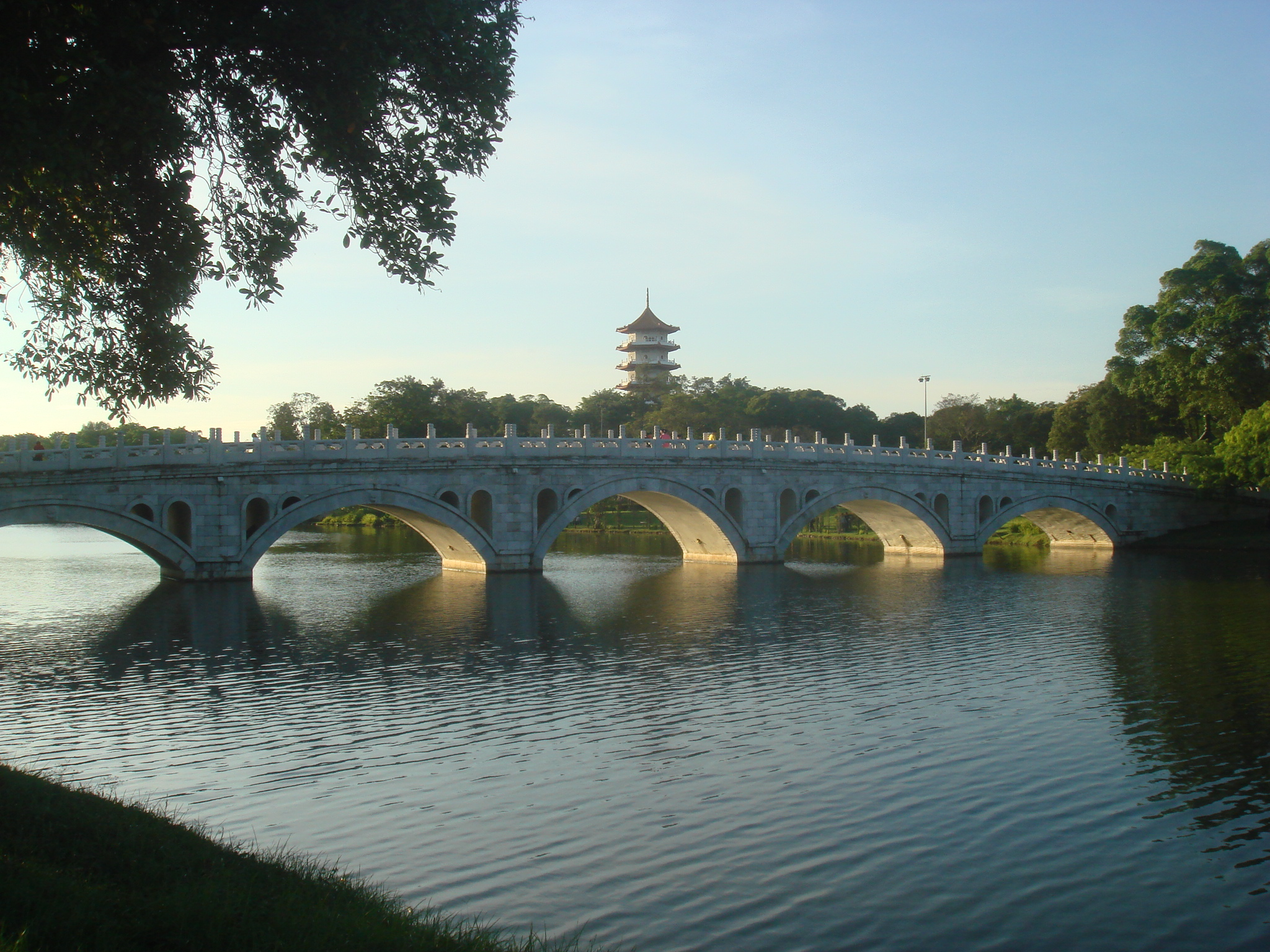
连接裕华园与星和园的双秀桥，后方为入云塔

### 白虹桥与鱼乐院
白虹桥位于裕华园正门内，长66米，共13孔，被称为是“裕华园的第一景”，仿照颐和园的十七孔桥所造，因其形状如虹，故得名白虹桥。桥尽头为一座红白相间的石牌坊，顶部以绿色琉璃瓦装饰，中间题有“乾坤清气”。石牌坊后方为鱼乐院，得名于院中的一池观赏鱼。鱼乐院两旁为挹翠苑和晓春庭。
鱼乐院后方为一处小院，名为“涵碧轩”，后改造为活龟鳖博物馆。小院后方有湖，湖岸左侧为“邀月舫”，形状与颐和园的石舫类似，用台湾的云石建成。湖水对岸有五座亭子，称为“茗香轩”。

### 蕴秀园
蕴秀园位于茗香轩后方，园内展示了2000多盆来自世界各国的盆景，因此也被称为“盆景园”。蕴秀园是裕华园的园中园，于1992年建成，以中国苏州庭园风格而建，建筑材料全部来自中国，园内的叠石与假山均为出自中国太湖的太湖石。

### 入云塔
入云塔位于一座小山上，高44.2米，白色墙面，共六面七层。以南京灵谷寺塔为蓝本建造。塔前有一排雕塑，分别为孔子、屈原、关羽、花木兰、岳飞、文天祥、郑和与林则徐等中国历史人物。每一层均设有白色的石栏杆，各层屋檐与塔顶由黄色琉璃瓦装饰。塔身每一面中央均有镂空窗户，塔基由白色石栏杆围住。塔内有一条螺旋形楼梯盘旋而上，登上塔顶可将裕华园风景尽收眼底。

### 丰园
丰园位于入云塔旁边，是一座独立的小花园，园内有十二生肖的石雕像，以及从中国引入栽种的石榴树。丰园内有人工挖出的小溪，流向裕廊湖中。丰园中心有一座葵花状的日晷，刻有中国的地支，代表十二时辰。丰园西面的绿地上有几个中国北方风格的古亭，河畔有名为“双秀桥”的五孔石桥，连接裕华园与星和园。湖畔还有两座并肩而立的白塔，分别名为披云阁与延月楼，仿照台湾高雄春秋阁所建，两塔以白色石栏杆相连。

### 活龟鳖博物馆

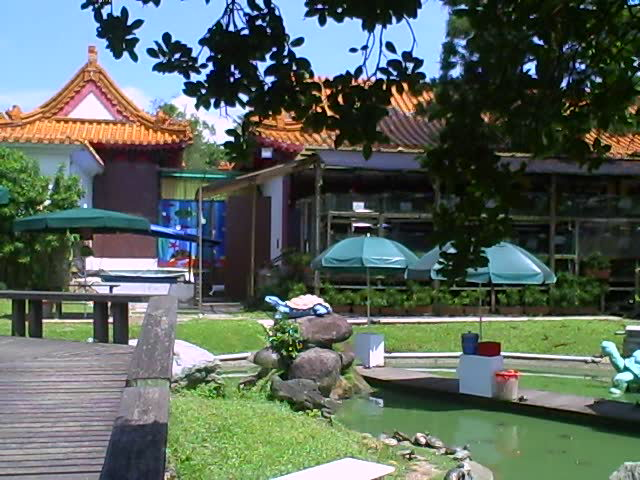
活龟鳖博物馆，现已搬迁

活龟鳖博物馆位于鱼乐院后方，于2002年开放，高峰期曾豢养约1000只龟鳖，是世界上唯一的活龟博物馆。2018年底因裕廊湖区发展计划，搬迁至义顺原生园。新馆面积比原址大一成，并将开办儿童科学班，科普龟鳖的习性与生活习惯。

## 翻新

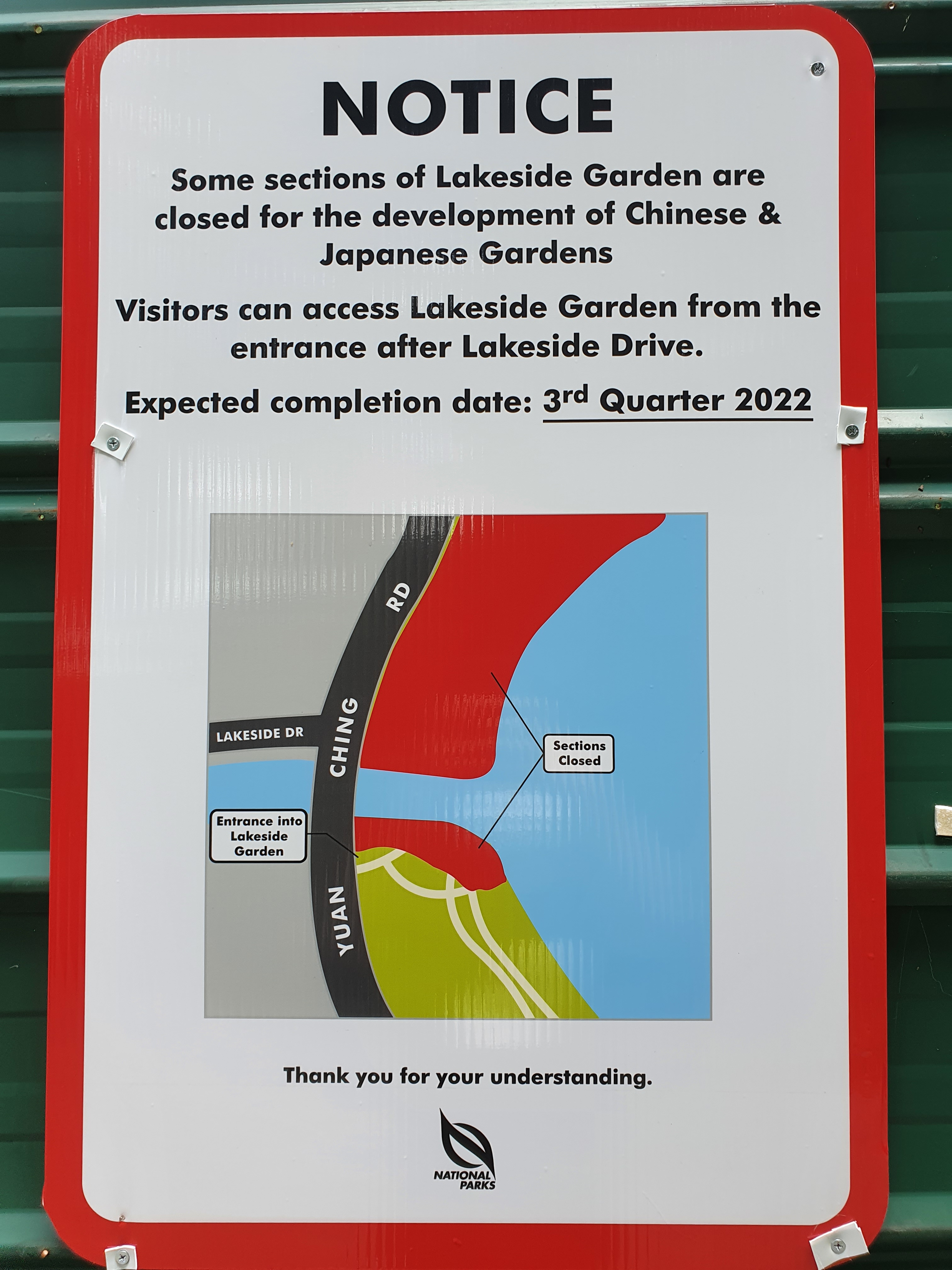
裕华园和星和园翻新告示牌（摄于2022年1月3日）

裕廊集团计划从2014年底开始实施为期一年的重修和翻新项目。需要修复的区域包括主入口广场、亭台楼阁、宝塔、石船和人行道。修缮工作包括清除腐烂或被白蚁侵蚀的木材，还包括修补剥落的混凝土和开裂的墙壁，更换破损和松动的屋顶瓷砖，阻止漏水，以及更换旧电线、木人行道和生锈的配件。
2019年5月，裕华园因大规模装修工程而再次关闭，原计划2021年完成，现预计2022年第三季度重新开放。